# تأثیر رسانه‌های جمعی
تأثیر رسانه‌های جمعی (انگلیسی: Influence of mass media) در مطالعات رسانه‌ای، ارتباط جمعی، روان‌شناسی رسانه، نظریه ارتباطات و جامعه‌شناسی، تأثیر رسانه‌ها موضوعی است که به رسانه‌های جمعی و تأثیرات فرهنگ رسانه‌ای بر افکار، نگرش‌ها و رفتار افراد یا مخاطبان مربوط می‌شوند. رسانه‌های جمعی چه مکتوب، چه تلویزیونی و چه گفتاری، مخاطبان زیادی را به دست می‌آورند. نقش و تأثیر رسانه‌های جمعی در شکل‌دهی فرهنگ مردمی از موضوعات محوری برای مطالعه فرهنگ است.